# Американская академия искусств
Американская академия искусств (англ. American Academy of Art) — американская академия искусств (школа), расположенная в городе Чикаго, штат Иллинойс.
Была основана в 1923 году Фрэнком Юнгом (англ. Frank Young) для обучения студентов изящным искусствам на коммерческой основе. В настоящее время предлагает четырехлетний курс обучения; выпускники получают степень бакалавра изобразительных искусств в области живописи, иллюстрирования, дизайна, моделирования, web-дизайна и других дисциплин.
Президент академии — Richard H. Otto.
В академии имеется галерея, где представлены работы её выпускников.